# Пирвулешть (Бакеу)
Пирвулешть, Пирвулешті (рум. Pârvulești) — село у повіті Бакеу в Румунії. Входить до складу комуни Менестіря-Кашин.
Село розташоване на відстані 196 км на північ від Бухареста, 49 км на південь від Бакеу, 130 км на південний захід від Ясс, 130 км на північний захід від Галаца, 101 км на північний схід від Брашова.

## Населення
За даними перепису населення 2002 року у селі проживали 755 осіб.
Національний склад населення села:
| Національність | Кількість осіб | Відсоток |
| -------------- | -------------- | -------- |
| румуни         | 750            | 99,3%    |
| цигани         | 5              | 0,7%     |

Рідною мовою назвали:
| Мова      | Кількість осіб | Відсоток |
| --------- | -------------- | -------- |
| румунську | 750            | 99,3%    |
| циганську | 5              | 0,7%     |